# بخش ال کوی
بخش ال کوی (به اسپانیایی: Departamento El Cuy) یک منطقهٔ مسکونی در آرژانتین است که در استان ریو نگرو، آرژانتین واقع شده‌است.